# Deskundigenbericht
Een deskundigenbericht of deskundigenrapportage is een advies dat wordt uitgebracht in een gerechtelijke procedure indien de rechtbank zelf niet over de deskundigheid beschikt om een bepaald aspect van een voorgelegde procedure te beoordelen. 
In dat geval kan de rechter een deskundige benoemen, bijvoorbeeld een arts aan wie een oordeel wordt gevraagd over de mate van invaliditeit of een arbeidsdeskundige aan wie een oordeel wordt gevraagd over de eventuele mogelijkheid tot het verrichten van aangepaste arbeid.
De rechter, die een deskundigenrapportage wenst, stelt de beide partijen in de procedure meestal in de gelegenheid zich erover uit te spreken of zij één of drie deskundigen benoemd wensen te zien, alsook of zij eventueel een voorkeur hebben voor de benoeming van een bepaalde deskundige.
De rechter bepaalt ook welke partij (voorlopig) de kosten van de ingeschakelde deskundige(n) dient te betalen; eventueel kunnen beide partijen worden opgedragen elk de helft van de kosten voor te schieten.
Gebruikelijk is dat een deskundige de kosten van het advies tevoren begroot en aan de partij verzoekt voorafgaand aan zijn werkzaamheden, een borgsom te betalen.
De partij die door de rechter in het eindvonnis in het ongelijk wordt gesteld, wordt doorgaans ook veroordeeld tot het dragen van de uiteindelijke kosten van het deskundigenrapport.

## Toewijzingsmaatstaf
De rechter dient een verzoek om een voorlopig deskundigenbericht in beginsel toe te wijzen, mits het verzoek relevant (ter zake dienend en voldoende concreet is en het inderdaad feiten betreft die met het gewenst deskundigenonderzoek kunnen worden bewezen. Het verzoek kan echter worden afgewezen indien het in strijd zou komen met een goede procesorde, de bevoegdheid daartoe misbruikt wordt, de verzoeker bij toewijzing onvoldoende belang heeft, of wanneer het verzoek afstuit op een ander door de rechtbank als zwaarwichtig geoordeeld bezwaar.

## Wetgeving

### Nederland
- Tevoren pleegt de rechter overleg met partijen over de opdracht, zonder gebonden te zijn aan hun wensen. Wel dient hij zich te beperken tot de omvang van de rechtsstrijd van partijen. Artikel 24 Rv van het Nederlandse Wetboek van Burgerlijke Rechtsvordering (Rv) bepaalt dat de rechter de zaak onderzoekt en beslist op de grondslag van hetgeen partijen aan hun vordering verzoek of verweer ten gronde hebben gelegd, tenzij uit de wet anders mocht voortvloeien. De rechter dient dus binnen de door partijen getrokken grenzen van hun rechtsstrijd blijven.
- Artikel 194 Rv bepaalt dat de rechter op verzoek van een partij of ambtshalve een bericht of een verhoor van deskundigen kan bevelen. Het vonnis vermeldt de punten waarover het oordeel van deskundigen wordt gevraagd.
- Verder behoort hij geen advies in te winnen aangaande feiten waarvan hij in het kader van art. 149 lid 1 Rv geen bewijs mag verlangen.
- Een deskundige dient zich te houden aan de geldende gedragscode voor gerechtelijk deskundigen.